# Le Bâton d'Euclide
 (novembre 2019).
Le Bâton d'Euclide (sous-titré Le Roman de la bibliothèque d'Alexandrie) est un roman de l'écrivain et astrophysicien français Jean-Pierre Luminet publié aux éditions Jean-Claude Lattès en 2002. Repris en Livre de Poche en 2005, il a reçu le Prix du roman scientifique du festival d'Orsay 2002 et a fait l’objet de huit traductions en langues étrangères.

## Résumé
L’action commence en l’an 642, au moment où le général musulman Amr ibn al-As  s’apprête à conquérir la ville d’Alexandrie. Le calife Omar, commandeur des Croyants, lui a ordonné de faire disparaître toute trace de la ville païenne, à commencer par la fameuse Bibliothèque qui rassemble tous les savoirs de l’humanité. Avant d’agir, le général Amrou se renseigne auprès du vieux philosophe chrétien Philopon, qui dirige la Bibliothèque, et deux de ses assistants, un médecin juif et la philosophe néo-platonicienne Hypatie, homonyme de la première femme savante de l'histoire des sciences qui avait été martyrisée à Alexandrie deux siècles auparavant.
Ces trois personnages font revivre, pour Amrou, les grandes heures d'Alexandrie afin de le dissuader de détruire le temple du savoir universel. Dans une série de retours en arrière, le roman présente la vie et l’œuvre des plus grands savants et penseurs du monde hellénique, sur fond d'événements politiques. Sont notamment évoqués Euclide, le mathématicien le plus célèbre de l'antiquité, Aristarque de Samos qui le premier a suggéré que la Terre tournait autour du Soleil, Ératosthène qui a mesuré la circonférence terrestre, Hipparque, inventeur de la trigonométrie et de l'astrolabe, le philosophe juif Philon, le médecin Galien ou encore l'astronome et géographe Claude Ptolémée, dont le système du monde sera adopté jusqu’au XVIe siècle.  
Le fil conducteur du roman est un bâton qu’Euclide utilisait pour ses cours de géométrie, et transmis de génération en génération aux mains des savants les plus dignes d’en hériter. 

## Personnages historiques
Bien que Le bâton d’Euclide soit avant tout un roman, il fait intervenir des personnages historiques et des épisodes réels de l’histoire de l’astronomie antique. Cette section liste les articles relatifs aux personnages principaux. 
- IIIe et IIe siècles av. J.-C. :
  - Ptolémée Ier Sôter
  - Ptolémée II Philarète
  - Ptolémée III Evergète
  - Démétrios de Phalère
  - Euclide
  - Aristarque de Samos
  - Archimède
  - Ératosthène de Cyrène
  - Hipparque de Nicée
- Ier siècle av. J.-C. :
  - Jules César
- Ier et IIe siècles :
  - Philon d’Alexandrie
  - Claude Ptolémée
- IVe et Ve siècles :
  - Théon d'Alexandrie
  - Hypatie d’Alexandrie
  - Synésius de Cyrène
- VIIe siècle
  - Amrou ben el-As (Amr ibn al-As)
  - Omar ibn al-Khattâb

## Éditions étrangères de l'œuvre
- En Espagne : El incendio de Alejandria, Ediciones B, Barcelona, 2003. En livre de poche : Zeta Bolsillo, Barcelona, 2010.
- En Grèce :  I ravdos tou Eukleidi, éd. Livanis, Athènes, 2003.
- En Allemagne : Alexandria 642. Roman des antiken Weltwissens, éd. Beck, 2003.
- En Italie : Il bastone d'Euclide, La Lepre Edizioni, Roma, 2013.
- Aux Pays-Bas : De bibliotheek van Alexandrie, éd. Gianotten, Amsterdam, 2005.
- En République tchèque :  Alexandrijska Knihovna, éd. Alpress, Brno, 2003.
- En Corée: Le bâton d'Euclide, Munhakdongne, Seoul, 2005.
- En Turquie : Oklid'in Asasi, éd. Eylul, 2002.

## Trophée Le Bâton d’Euclide
Dans son roman, Jean-Pierre Luminet avait imaginé que le bâton utilisé par Euclide pour faire ses démonstrations avait été transmis de génération en génération à des savants et érudits comme symbole de la Transmission du Savoir. L'association grecque de Bretagne Kalimera a repris l’idée en 2003 et a commandité à la plasticienne Françoise Galbrun une sculpture matérialisant le bâton. Jean-Pierre Luminet en a été le premier récipiendaire, des mains de l'archéologue Jean-Yves Empereur, responsable des fouilles sous-marines dans le port d'Alexandrie. Luminet l’a transmis en 2005 à l’écrivain Jacques Lacarrière. Par la suite l'ont successivement reçu le neurochirurgien Stylianos Nicolaidis (2006), le cinéaste Costa Gavras (2009), le scénographe Yannis Kokkos (2010), la compositrice Angélique Ionatos (2013), l'écrivain Michel Le Bris (2015), l'architecte Christian de Portzamparc (2017) et l’historien Alexandre Farnoux (2019).